# West Dunbartonshire
West Dunbartonshire (gael. Siorrachd Dhùn Bhreatainn an Iar) – jednostka administracyjna (council area) w zachodniej Szkocji, w środkowej części historycznego hrabstwa Dunbartonshire, położona pomiędzy jeziorem Loch Lomond na północy a rzeką Clyde i zatoką Firth of Clyde na południu. Zajmuje powierzchnię 159 km², a zamieszkana jest przez 90 610 osób (2011). Ośrodkiem administracyjnym jest Dumbarton.